# U + Ur Hand
"U + Ur Hand" é o terceiro single lançado pela cantora norte-americana Pink em seu quarto álbum de estúdio, I'm Not Dead (2006). A canção é uma das cinco faixas que caíram na internet em Julho de 2005. "U + Ur Hand" foi lançado como single na Europa, Austrália e alguns outros países em 28 de Agosto de 2006, e mais tarde nos Estados Unidos em 31 de Outubro de 2006, alcançando a #9 posição na Billboard Hot 100. Esta canção é responsável por um considerável aumento nas vendas de I'm Not Dead nos EUA. Pink confirmou em uma entrevista para uma rádio australiana que os produtores do American Idol queriam que ela mudasse a letra de "U + Ur Hand" para se adequar as regras familiares do programa, mudando o nome da canção para "U + Ur Heart". Pink recusou-se e cantou a canção "Who Knew" ao invés daquela.

## Composição
Pink compôs a canção junto com Luke Gottwald, Max Martin e Rami. De acordo com uma entrevista para a MTV ela sempre achou irritante quando os garotos ficam atrás dela enquanto ela está dançando em uma boate. "Quando você dá um fora em um garoto numa boate, para eles você automaticamente se declara ser lésbica". Ela uma vez ouviu um garoto dizer, "Oh bem, acho que só vamos ser eu e minha mão hoje a noite", após uma garota ter dando um fora nele. P!nk achou isso engraçado e começou a escrever uma canção sobre isso.

## Videoclipe
Pink gravou os videoclipes de "U + Ur Hand" e "Stupid Girls" ao mesmo tempo, mas ela decidiu lançar o último como sendo seu primeiro single. Ambos os clipes foram dirigidos por Dave Meyers. O clipe foi gravado em Sun Valley, Califórnia - Haziza Gallery, Los Angeles, Califórnia - La Center Studios e Hollywood, Califórnia - Hotel Hollywood Roosevelt em Dezembro de 2005.
Pink declarou que no clipe de "U + Ur Hand" elas estava "animada" e levou quase quatro horas na maquiagem e uma hora testando todos os ângulos possíveis para o clipe.
No clipe ela aparece de seis formas diferentes. Assim como as palavras e frases que aparecem no clipe foram tiradas de um livro. Pink queria que fosse "…um clipe colorido.". O ator que aparece na cena do Tea Garden é chamado Tristan Castro.
O videoclipe de  "U + Ur Hand" apareceu na rede canadense MuchMusic em 18 de Julho de 2006, e nos EUA na MTV Total Request Live em 29 de Setembro como sendo o "First Look" daquele dia. O clipe alcançou a primeira posição do TRL seis dias após seu lançamento, o segundo clipe de Pink a alcançar o topo da parada após seu single de 2003 "Trouble".
O clipe, lançado na Europa no final de Agosto, mostra Pink vestida de vários personagens do artista da Nova Zelândia Martin Emond, incluindo "Baby Red Knuckles", "Rocker Bikerboy" e "Hard Candy". A personagem de Pink se chama "Lady Delish". O uso destes personagens não foi autorizado nem creditado. Como o clipe lança a Illicit Sweetwear, Martin F. Emond estava revendo suas opções para agir.

## Faixas e formatos
| CD single 1. "U + Ur Hand" 2. "Crash & Burn" | CD Maxi single 1. "U + Ur Hand" 2. "Crash & Burn" 3. "U + Ur Hand" (Remix de BeatCult) 4. "U + Ur Hand" (Remix de Bimbo Jones) 5. "U + Ur Hand" (Vídeo CD-ROM) |

(Outros remixes oficiais da canção incluem Remix de Junior Vasquez.)

## Desempenho nas paradas musicais
| Parada musical (2006)              | Melhor posição |
| ---------------------------------- | -------------- |
| Alemanha - Parada de Singles       | 4              |
| Austrália - Parada de Singles ARIA | 5              |
| Áustria - Parada de Singles        | 3              |
| Bélgica - Parada de Singles        | 20             |
| Canadá - Hot 100 Singles           | 24             |
| Canadá - Parada Airplay BDS        | 20             |
| Croácia - Parada de Singles        | 5              |
| Dinamarca - Parada de Singles      | 4              |
| Equador - Top 20 Singles           | 9              |
| Estados Unidos - Billboard Hot 100 | 9              |
| Estados Unidos - Billboard Pop 100 | 5              |
| Europa - Eurochart Hot 100 Singles | 7              |
| França - Parada de Singles         | 11             |
| Finlândia - Parada de Singles      | 14             |
| Grécia - Parada de Singles         | 19             |

| Parada musical (2006/07)                | Melhor posição |
| --------------------------------------- | -------------- |
| Países Baixos - Parada de Singles       | 31             |
| Hungria - Parada de Singles             | 2              |
| Irlanda - Parada de Singles             | 13             |
| Itália - Parada de Singles              | 20             |
| Nova Zelândia - Parada de Singles RIANZ | 10             |
| Polónia - Parada de Singles             | 20             |
| Portugal - Top 50 Nacional              | 4              |
| Chéquia - Parada de Singles             | 1              |
| Roménia - Parada de Singles             | 3              |
| Rússia - Parada de Airplay              | 5              |
| Suécia - Parada de Singles              | 5              |
| Suíça - Parada de Singles               | 5              |
| Reino Unido - UK Singles Chart          | 10             |
| Venezuela - Parada de Singles           | 8              |

### Histórico na Billboard Hot 100
O single estreou na tabela Hot 100 da Billboard em 13 de Janeiro de 2007, na #94 posição, e permaneceu na tabela por 33 semanas, até 25 de Agosto de 2007.
| Semana | Data                    | Posição | Ref.   |
| ------ | ----------------------- | ------- | ------ |
| 1      | 13 de Janeiro de 2007   | 94      | [ 14 ] |
| 2      | 20 de Janeiro de 2007   | 89      | [ 16 ] |
| 3      | 27 de Janeiro de 2007   | 91      | [ 17 ] |
| 4      | 3 de Fevereiro de 2007  | 93      | [ 18 ] |
| 5      | 10 de Fevereiro de 2007 | 95      | [ 19 ] |
| 6      | 17 de Fevereiro de 2007 | 100     | [ 20 ] |
| 7      | 24 de Fevereiro de 2007 | 96      | [ 21 ] |
| 8      | 3 de Março de 2007      | 99      | [ 22 ] |
| 9      | 10 de Março de 2007     | 63      | [ 23 ] |
| 10     | 17 de Março de 2007     | 52      | [ 24 ] |
| 11     | 24 de Março de 2007     | 36      | [ 25 ] |
| 12     | 31 de Março de 2007     | 29      | [ 26 ] |
| 13     | 7 de Abril de 2007      | 19      | [ 27 ] |
| 14     | 14 de Abril de 2007     | 19      | [ 28 ] |
| 15     | 21 de Abril de 2007     | 14      | [ 29 ] |
| 16     | 28 de Abril de 2007     | 11      | [ 30 ] |
| 17     | 5 de Maio de 2007       | 9       | [ 31 ] |
| 18     | 12 de Maio de 2007      | 16      | [ 32 ] |
| 19     | 19 de Maio de 2007      | 16      | [ 33 ] |
| 20     | 26 de Maio de 2007      | 10      | [ 34 ] |
| 21     | 2 de Junho de 2007      | 11      | [ 35 ] |
| 22     | 9 de Junho de 2007      | 14      | [ 36 ] |
| 23     | 16 de Junho de 2007     | 13      | [ 37 ] |
| 24     | 23 de Junho de 2007     | 15      | [ 38 ] |
| 25     | 30 de Junho de 2007     | 18      | [ 39 ] |
| 26     | 7 de Julho de 2007      | 20      | [ 40 ] |
| 27     | 14 de Julho de 2007     | 23      | [ 41 ] |
| 28     | 21 de Julho de 2007     | 27      | [ 42 ] |
| 29     | 28 de Julho de 2007     | 33      | [ 43 ] |
| 30     | 4 de Agosto de 2007     | 40      | [ 44 ] |
| 31     | 11 de Agosto de 2007    | 42      | [ 45 ] |
| 32     | 18 de Agosto de 2007    | 44      | [ 46 ] |
| 33     | 25 de Agosto de 2007    | 48      | [ 47 ] |